# Обрадович, Ива
И́ва Обра́дович (серб. Ива Обрадовић / Iva Obradović; 6 мая 1984, Нови-Сад) — сербская гребчиха, выступает за национальную сборную Сербии начиная с 2005 года. Участница летних Олимпийских игр в Пекине, обладательница двух серебряных медалей чемпионатов Европы, чемпионка Средиземноморских игр в Мерсине, победительница и призёрка многих регат национального значения.

## Биография
Ива Обрадович родилась 6 мая 1984 года в городе Нови-Саде Южно-Бачского округа Югославии. Активно заниматься греблей начала в возрасте семнадцати лет в 2001 году, проходила подготовку в местном гребном клубе Danubius 1885.
Дебютировала на международной арене уже в 2002 году, выступив на чемпионате мира среди юниоров в Литве. В 2005 году в парных одиночках одержала победу на молодёжном чемпионате мира в Амстердаме. Год спустя на мировом первенстве среди молодёжи в бельгийском Хацевинкеле пыталась защитить чемпионское звание, но на сей раз выиграла серебряную медаль.
Благодаря череде удачных выступлений удостоилась права защищать честь страны на летних Олимпийских играх 2008 года в Пекине — в парных одиночках со второго места квалифицировалась на предварительном этапе, в четвертьфинале была третьей, тогда как на стадии полуфиналов финишировала пятой и попала тем самым в утешительный финал «Б». В утешительном финале «Б» пришла к финишу пятой и, таким образом, расположилась в итоговом протоколе соревнований на одиннадцатой строке.
Первого серьёзного успеха на взрослом международном уровне Обрадович добилась в сезоне 2011 года, когда вошла в основной состав сербской национальной сборной и побывала на чемпионате Европы в болгарском Пловдиве, откуда привезла награду серебряного достоинства, выигранную вместе с напарницей Иваной Филипович в зачёте двоек парных — лучше них в финале финишировал только украинский экипаж Анастасии Коженковой и Яны Дементьевой. Кроме того, в этом сезоне заняла четвёртое место на молодёжном чемпионате мира в Амстердаме, немного не дотянув до призовых позиций, и выступила на взрослом первенстве мира в словенском Бледе.
В 2012 году Ива Обрадович в парных одиночках завоевала серебряную медаль на чемпионате Европы в итальянском Варесе, уступив на финише только литовской гребчихе Донате Виштартайте. В сезоне 2013 года в той же дисциплине одержала победу на Средиземноморских играх в Мерсине. Пыталась пройти отбор на Олимпийские игры 2016 года в Рио-де-Жанейро, однако на квалификационной олимпийской регате в Люцерне выступила не очень удачно.